# VESSELS
Die internationale Künstlergruppe VESSELS vereint über 30 zeitgenössische Künstlerpositionen der internationalen Gefäßkunst und freien Kunst aus den Bereichen Keramik, Glas, Holz, Metall, Silber, Urushi, Textil und Papier. Die vielfach ausgezeichneten Werke der Künstler loten bewusst die Grenzen der künstlerischen Gefäßkunst aus und schlagen so eine Brücke zur freien Kunst.

## Gründung und Initiative
„VESSELS“ wurde im Juli 2004 von den Initiatoren Henriette und Martin Tomasi gegründet und umfasst heute über 35 zeitgenössische Künstler aus Belgien, Italien, Österreich, Schweden, Niederlande und Deutschland. Das englische Wort VESSELS (dt. „Gefäß“) wurde zum kurzen, aber international prägnanten Titel.
VESSELS hat es sich seit seiner Gründung zur Aufgabe gemacht, zeitgenössische Gefäßkunst und Gefäßkünstler der freien Kunst zu fördern. Die Betonung liegt auf dem Begriff Kunst. Durch die aktive und kommunikative Arbeit der Gruppe sollen Interessen der Künstler gebündelt, Erfolge spürbar gemacht sowie Aufmerksamkeit auf den spannenden Bereich der Gefäßkunst gelenkt werden.

Erstes Organ nach außen wurde die Homepage der Künstlergruppe, die am 25. Juli 2004 ins Internet gestellt wurde. Sie präsentierte zu Beginn lediglich vier Künstler, heute umfasst die Homepage Porträts aller Künstler und zahlreiche aktuelle Informationen. Heute realisiert die Gruppe jährlich die Teilnahme an hochkarätigen Kunstmessen und Ausstellungen in Museen und Galerien.

## Standort
Sitz der Künstlergruppe ist die kleine Stadt Kronberg im Taunus, die als Sitz der ehemaligen europäischen Künstlergruppe „Kronberger Malerkolonie“ auf eine lange kulturelle Geschichte zurückblicken kann.

## Kunstmessen und Ausstellungen
„VESSELS Gruppe“, Grassimesse 2008, Grassimuseum, Leipzig, D

„Sonderschau VESSELS ’09“, Eunique, Kunstmesse arts & crafts, Karlsruhe, D

„Sonderschau VESSELS ’10“, Eunique, Kunstmesse arts & crafts, Karlsruhe, D

Galerie Bollhorst, Freiburg, D

Glasmuseum Immenhausen 2011, Immenhausen, D

„Sonderschau VESSELS ’11“, Eunique, Kunstmesse arts & crafts, Karlsruhe, D

„Gruppe VESSELS“, Kunstverein Münsterland, Coesfeld, D 

## Programm
Gefäßkunst – erweiterter Gefäßbegriff  

„Gefäß-Kunst bezeichnet die intensive künstlerische und gestalterische Auseinandersetzung mit dem Gefäß, Behältnis, Körper, der räumlichen Gestalt im weitesten Sinne. Die Betonung des Künstlerischen geschieht hierbei bewusst. Das Wort zeitgenössische Gefäßkunst bezeichnet nicht die rein technische und formale Kunstfertigkeit, mit der ein Gefäß hergestellt wird, es bezeichnet ebenfalls nicht die reine Herstellung von Gerät, Vasen und Kannen, die nur die Praktikabilität und Funktionalität ins Hauptblickfeld stellen und als Ursprung ihrer Gestaltung sehen. Zeitgenössische Gefäßkunst bezeichnet plastische Werke, die sich durch eigenständige Gestaltung, qualitätvolle Anwendung von ästhetischen und künstlerischen Prinzipien auf künstlerischer und gestalterischer Ebene mit dem Hohlkörper, dem Behältnis, mit der Trennung von Innen- und Außenraum mittels einer Hülle, Grenze auseinandersetzen. Ziel dabei ist, durch Ausdruck, Gesamtbild, Seele, künstlerischen Inhalt – eine eigenständige Position zu beziehen, die kommentiert und mit dem Betrachter auf eigene Weise kommuniziert. Dazu gehört von Künstlerseite her – im Wesentlichen – die bewusste oder unbewusste substantielle Auseinandersetzung mit Themen und Situationen, die meist weit über Technik, Form und Funktion hinausgehen.“ (Text aus Gefäßkunst von Henriette Tomasi)

## Künstler
Thomas Bohle, A 

Friedemann Bühler, D 

Ewa Doerenkamp, D 

Nesrin During, NL 

Heri Gahbler, D 

Ruprecht Holsten, D 

Peter Hromek, D 

David Huycke, B 

Enno Jäkel, D 

Lutz Könecke, D 

Joachim Lambrecht, D 

Frank Meurer, D 

Andrea Müller, D 

Arne Petersen, D 

Susanne Petzold, D 

Nadja Recknagel, D 

Jochen Rüth, D 

Sebastian Scheid, D 

Martin Schlotz, D 

Manfred Schmid (Künstler), D 

Nathalie Schnider-Lang, D 

Ulrike Scriba, D 

Hiawatha Seiffert, D

Laurenz Stockner, I 

Roland Summer, A 

Henriette Tomasi, D 

Martin Tomasi, D 

Ulrike Umlauf-Orrom, D 

Ann Van Hoey, B 

Christina Wiese, A

## Abgrenzung zu ähnlichen Begriffen, Künstlergruppen
Gruppe VESSELS (Kategorie Musik) 

Gefäß, Gefäße (Kategorie Medizin)

Gefäß, Gefäße (Kategorie Biologie) 

Gefäß, Gefäße (Kategorie Physiologie) 

vessel, vessels (Kategorie Medizin, engl.) 

vessel, vessels (Kategorie Biologie, engl.) 

vessel, vessels (Kategorie Physiologie, engl.) 

vessel, vessels (Kategorie Schiffe/ Schiffsbau engl.) 

vessel, vessels (Kategorie Religion/en, engl.) 